# Casal di Principe
Casal di Principe község (comune) Olaszország Campania régiójában, Caserta megyében.

## Fekvése
A megye délnyugati részén fekszik, Nápolytól 25 km-re északnyugatra valamint Caserta városától 20 km-re délnyugati irányban. Határai: Cancello e Arnone, Grazzanise, San Cipriano d’Aversa, San Tammaro, Santa Maria la Fossa, Villa di Briano és Villa Literno.

## Története
Egyes történészek szerint egy ókori, római település helyén alakult ki, bár első említése a longobárd időkből származik, amikor a Beneventói Hercegséghez tartozott. Valószínűleg a vandálok által feldúlt Liternum menekülő lakosai alapították. A következő századokban nemesi birtok volt. A 19. században nyerte el önállóságát, amikor a Nápolyi Királyságban felszámolták a feudalizmust. 1928 és 1946 között San Cipriano d’Aversa része volt.

## Népessége
A népesség számának alakulása:

## Főbb látnivalói
- Palazzo Pignata
- Spirito Santo-templom
- Santissimo Salvatore-templom
- Maria SS. Preziosa-templom